# Třída Minas Geraes
Třída Minas Geraes byla třída bitevních lodí brazilského námořnictva. Objednány byly v rámci jihoamerických závodů ve zbrojení z přelomu 19. a 20. století. Celkem byly postaveny dvě jednotky této třídy. Vyřazeny byly v letech 1947 a 1953. Byly to první dreadnoughty postavené pro námořnictvo země, která nepatřila mezi námořní mocnosti.

## Stavba

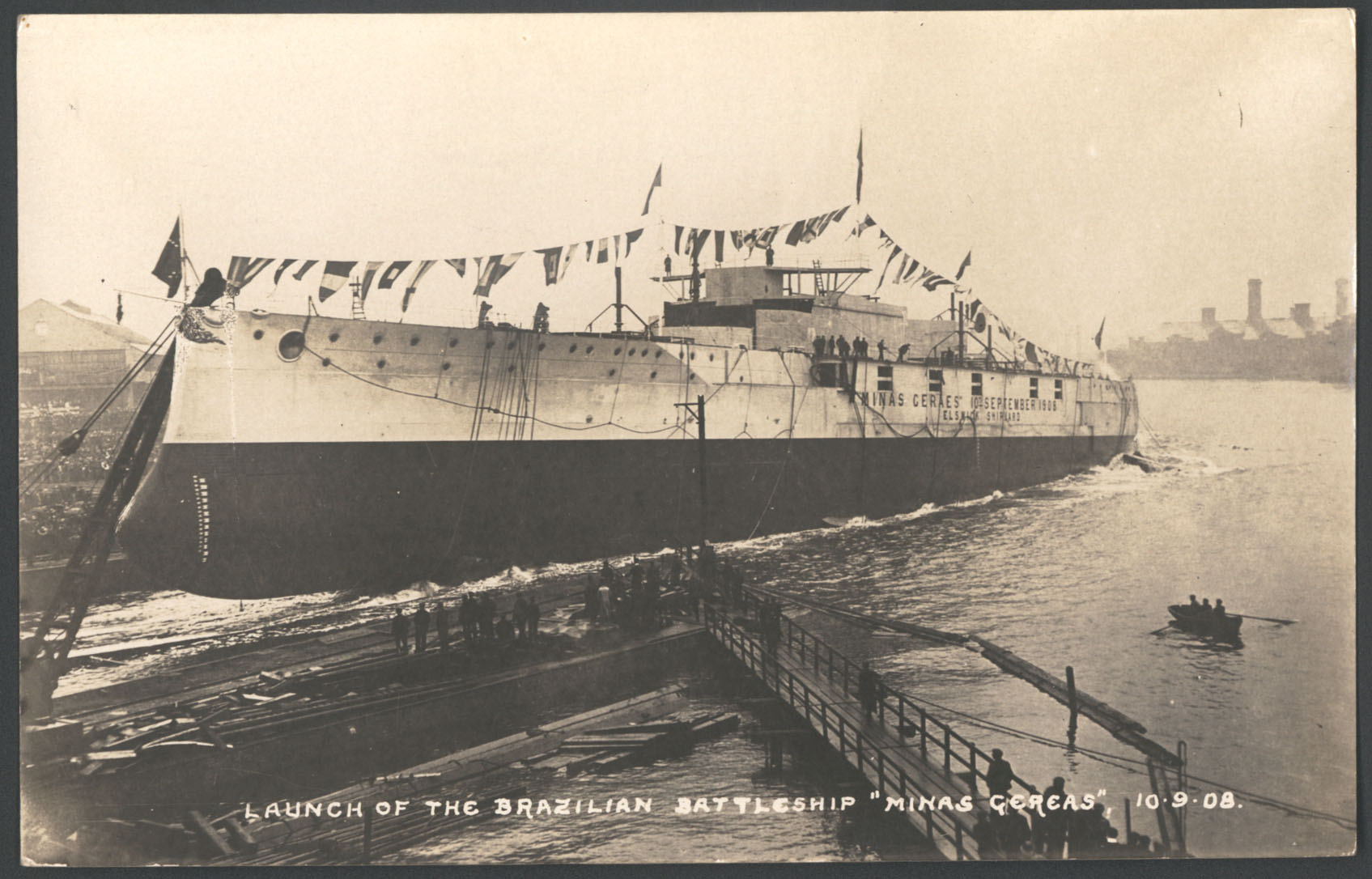
Minas Geraes

Na počátku 20. století se Brazílie propadla až na třetí místo mezi jihoamerickými námořními mocnostmi (za Argentinou a Chile). Roku 1904 byl přijat stavební program, který měl brazilskému námořnictvu navrátit prvenství. Jeho jádro tvořily tři bitevní lodě vycházející z britské třídy Swiftsure. Mezitím však bitevní loď HMS Dreadnought přinesla zásadní kvalitativní změnu v této kategorii plavidel a projekt musel být přepracován. Roku 1907 byla objednána dvě plavidla Minas Geraes a São Paolo, přičemž stavba Rio de Janeiro byla odložena a toto plavidlo bylo zcela nové třídy. Celkem byly objednány dvě jednotky této třídy. První postavila loděnice Armstrong v Newcastle upon Tyne a druhou loděnice Vickers v Barrow.
Jednotky třídy Minas Geraes:
| Jméno        | Loděnice  | Založení kýlu  | Spuštěna       | Vstup do služby   | Osud                                                    |
| ------------ | --------- | -------------- | -------------- | ----------------- | ------------------------------------------------------- |
| Minas Geraes | Armstrong | 17. dubna 1907 | 10. září 1908  | 5. ledna 1910     | Vyřazena 1953, sešrotována.                             |
| São Paolo    | Vickers   | 30. dubna 1907 | 19. dubna 1909 | 12. července 1910 | Vyřazena 1947, potopila se během vlečení k sešrotování. |

## Konstrukce

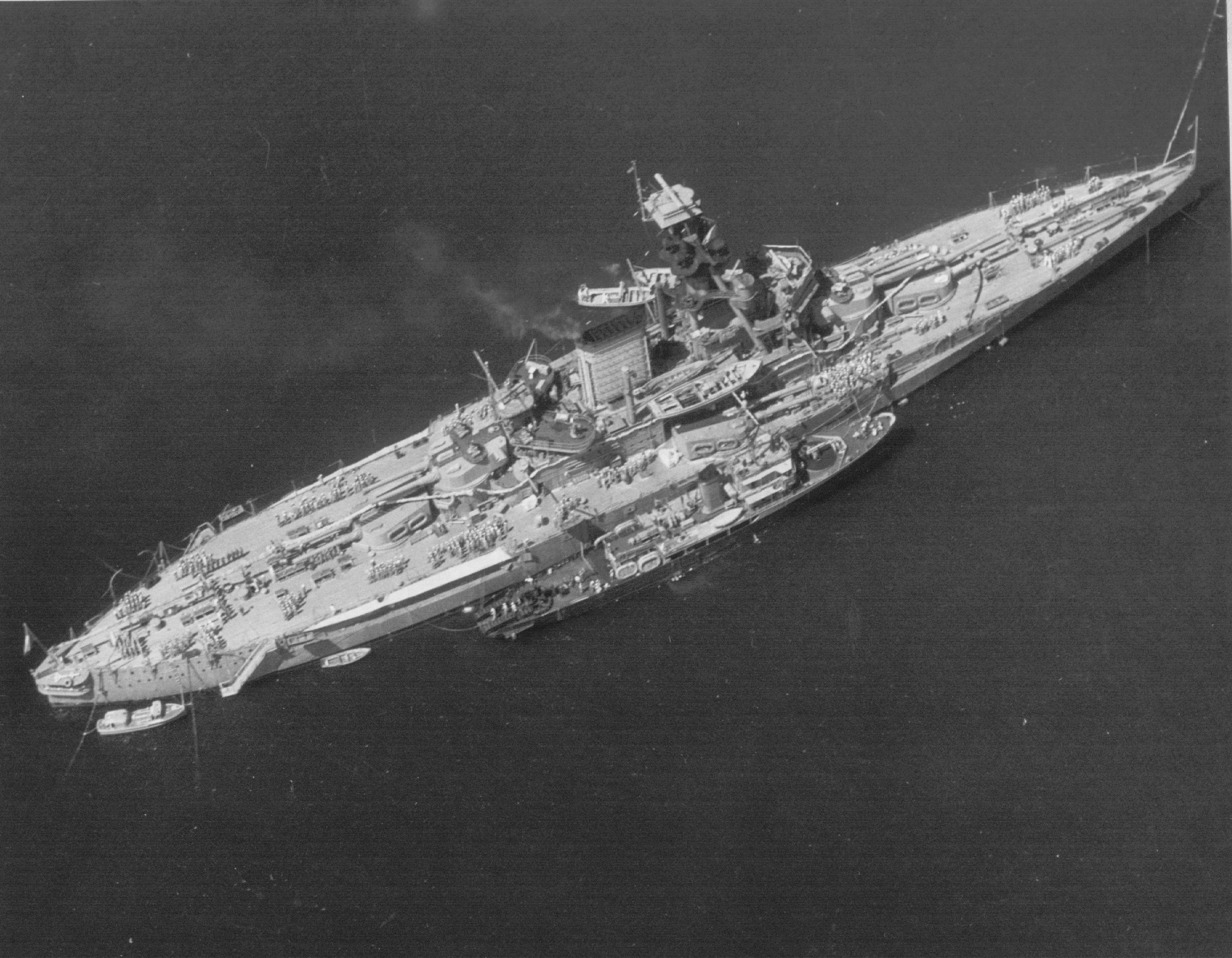
Minas Geraes

Hlavní výzbroj tvořilo dvanáct 305mm kanónů umístěných ve dvoudělových věžích. Sekundární výzbroj tvořilo dvacet dva 120mm kanónů v kasematech. Lodě dále nesly osmnáct 47mm kanónů. Pohonný systém tvořilo 18 kotlů Babcock & Wilcox a dva parní stroje s trojnásobnou expanzí o výkonu 23 500 hp, pohánějící dva lodní šrouby. Nejvyšší rychlost dosahovala 21 uzlů.